# Stolnica svetega Jurija, Ferrara
Stolnica v Ferrari (italijansko Basilica Cattedrale di San Giorgio, Duomo di Ferrara) je rimskokatoliška stolnica in manjša bazilika v Ferrari v severni Italiji. Posvečena je svetemu Juriju, zavetniku mesta, je sedež nadškofa Ferrare in največja verska stavba v mestu.
Stolnica stoji v središču mesta blizu Mestne hiše (Palazzo Comunale) in znamenitega gradu Estense, estense se nanaša na ime družine Este, ter je povezana z nadškofovsko palačo s pokritim prehodom.

## Zgodovina
Gradnja sedanje stavbe se je začela v 12. stoletju, ko se je mesto razširilo proti levemu bregu reke Pad. Nova stolnica je bila posvečena leta 1135. Nekdanja stolnica, tudi posvečena svetemu Juriju, je še vedno na desnem bregu reke zunaj mestnega obzidja in je danes znana pod imenom Bazilika svetega Jurija zunaj obzidja (San Giorgio fuori le mura).

## Zunanjost
Izvirna romanska zasnova se kaže na pročelju, ki je podobno stolnici v Modeni in Parmi: v belem marmorju, s tremi konicami in vrsto lož, majhnimi arkadami in rozetami, kipi in številnimi reliefi. Na desni strani je kip Alberta d'Esteja, ob strani pa je bronast doprsni papež Klemen VIII. čez napis v spomin na zajetje mesta.
V središču pročelja je veranda, podprta z dvema stebroma z atlanti, ki sedijo na levih kot podstavkih. Okrašena je s poslednjo sodbo neznanega mojstra in ložo z Marijo in otrokom (pozni gotski dodatek). Portal je delo kiparja Nichola, učenca Wiligelma. Luneta prikazuje svetega Jurija, zaščitnika Ferrare, ki ubija zmaja; na prekladi so prizori iz Kristusovega življenja. Podboj, ki oblikuje vhod, je okrašen s figurami, ki prikazujejo oznanjenje in štiri preroke, ki so napovedali prihod Kristusa.  Glede na zdaj uničen napis je bil Nicholo odgovoren za načrtovanje prvotne stavbe. Njegovi deli sta tudi dvostranski portal na zahodni strani ter spodnja loža tukaj in na južni strani stavbe. Njegov drugi portal z dodatki Benedetta Antelamija je bil na južni strani, vendar je bil porušen med obnovo v 18. stoletju. Nekateri kipi, ki so jo okrasili, so zdaj na trgu pred zgradbo (podporni grifini), v narteksu in stolničnem muzeju. Portal so romarji uporabljali na poti v Rim. Na južni strani je nedokončan renesančni zvonik v belem in rožnatem marmorju, pripisan Leonu Battisti Albertiju, ki je bil zgrajen med letoma 1451 in 1493. Opečna apsida ima loke in marmorne kapitele, načrtoval jo je  ferrarski arhitekt Biagio Rossetti.

## Notranjost
Notranjost, ki je po požaru v 18. stoletju popolnoma v baročnem slogu, ima glavno in dve stranski ladji. V njej so bronasti kip Križanje Niccola Baroncellija, svetnika Jurij in Avrelij Domenica di Parisa (15. stoletje), pa tudi Guercinovo Mučeništvo svetega Lovrenca (17. stoletje). V stranskih kapelah so Kronana Marija s svetniki Il Garofala, Marijino kronanje Francesca Francie in Devica v slavi s svetnicama Barbaro in Katarino Bastianina, ki je naslikal tudi Poslednjo sodbo v apsidi kora (1577–1581).

## Muzej
Muzej v stolnici je bil včasih v nekdanji cerkvi San Romano čez trg, v kateri so shranjeni dve deli Cosima Ture (Oznanjenje in Sveti Jurij in zmaj), Marija z granatnim jabolkom (Madonna della melagrana) Jacopa della Quercie in osem tapiserij z zgodbami dveh svetnikov zavetnikov Ferrare, ki temeljijo na risbah Garofala in Camilla Filippija.